# 卡萨尔维耶里
卡萨尔维耶里（義大利語：Casalvieri），是意大利弗罗西诺内省的一个市镇。总面积27.17平方公里，人口3132人，人口密度115.3人/平方公里（2009年）。ISTAT代码为060018。